# Nabil Elaraby

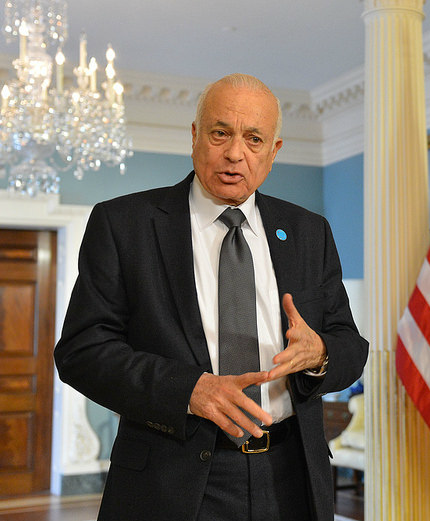
Nabil Elaraby (2015)

Nabil Elaraby (arabisch نبيل عبد الله العربي, DMG Nabīl ʿAbd Allāh al-ʿArabī; * 15. März 1935 in Kairo; † 26. August 2024) war ein ägyptischer Jurist. Nach dem Sturz des ägyptischen Staatspräsidenten Husni Mubarak war er von März bis Mai 2011 Außenminister im Kabinett Essam Scharafs sowie von 2001 bis 2006 Richter am Internationalen Gerichtshof. Von Mai 2011 bis März 2016 war er Generalsekretär der Arabischen Liga.

## Leben
Nabil Elaraby absolvierte sein Studium bis 1955 an der Universität Kairo und anschließend an der New York University, an der er 1969 einen LL.M.-Abschluss erwarb und zwei Jahre später auch promovierte. 1978 zählte er zu den ägyptischen Juristen, die mit Israel das Camp-David-Abkommen ausgehandelt hatten.
Von 1991 bis 1999 war Elaraby ägyptischer Botschafter bei den Vereinten Nationen, von 1994 bis 2004 war er Mitglied der Völkerrechtskommission der Vereinten Nationen. 1990 wurde Elaraby zum Richter beim Schiedsgericht der Organisation der arabischen Erdöl exportierenden Staaten ernannt, von 1999 bis 2001 fungierte er als Kommissar bei der United Nations Compensation Commission in Genf. Von 2001 bis 2006 gehörte er als Richter dem Internationalen Gerichtshof in Den Haag an. Seit 2008 ist Nabil Elaraby Partner der Anwaltskanzlei Zaki Hashem & Partners in Kairo.
Während der Revolution in Ägypten Anfang des Jahres 2011 zählte Elaraby zu den Vermittlern zwischen den Demonstranten und dem Regime Mubaraks. Nach dem Sturz Mubaraks wurde Elaraby am 6. März 2011 als Nachfolger Ahmed Aboul Gheits zum neuen Außenminister der ägyptischen Übergangsregierung ernannt. Unter Elaraby betrieb Ägypten eine Annäherungspolitik an die iranische Staatsführung und versuchte, mit der Öffnung des Grenzübergangs nach Rafah die israelische Blockade des Gazastreifens zu lockern.
Am 15. Mai 2011 wurde Nabil Elaraby zum neuen Generalsekretär der Arabischen Liga gewählt. Er trat die Nachfolge seines Landsmanns Amr Musa an, der auf eine weitere Amtszeit verzichtet hatte. Katar hatte seinen Kandidaten für das Amt des Generalsekretärs zurückgezogen. Beobachter werteten die Wahl Elarabys als Signal zur Stärkung der Arabischen Liga. Im März 2016 folgte ihm Ahmed Aboul Gheit.
Elaraby starb am 26. August 2024 im Alter von 89 Jahren.